# Héctor Lozano (escritor)
Héctor Lozano i Colomer (Sabadell, 1974) es un guionista y escritor español. Estudió dramaturgia y dirección escénica en el Instituto del Teatro, en Barcelona.
Ha trabajado como ayudante de dirección para los directores de teatro Rafael Duran y Mario Gas, ha colaborado como guionista para programas y series de TV3 y TVE y es el creador de la exitosa serie Merlí, emitida por TV3 en el ámbito autonómico, La Sexta en el ámbito nacional y a través de Netflix para su difusión internacional.
En su faceta de escritor, es autor del libro sobre anécdotas teatrales Molta merda (2004) y de la novela Quan érem els Peripatètics (2018), basada en la serie de televisión Merlí.

## Trabajos
Ha sido ayudante de dirección en las obras Hurracán y El coronel ocell, montadas por Rafel Duran, y en la obra Zona zero con Mario Gas.
Ha colaborado como guionista en el programa La columna de Julia Otero, en la serie Él y ella y en el programa infantil Los Lunnis de Televisión Española.
Otros trabajos para TV3 han sido con Ventdelplà, la Riera y Merlí (de la cual es el creador).

### Como creador

#### Series de televisión
| Año         | Título             | Cadena      | Función             | Notas        |
| ----------- | ------------------ | ----------- | ------------------- | ------------ |
| 2015 - 2018 | Merlí              | TV3         | Creador y guionista | 40 episodios |
| 2019; 2021  | Merlí: Sapere aude | Movistar+   | Creador y guionista | 16 episodios |
| 2023        | Bojos per Molière  | TV3         | Creador             | 8 episodios  |
| 2023        | Las invisibles     | SkyShowtime | Creador y guionista | 6 episodios  |

## Libros publicados
- Molta merda. Ara Llibres. Barcelona: 2004[6]
- El llibre de Merlí. Escrito con Rebecca Beltran. La Rosa dels Vents. Barcelona: 2016[7]
- Quan érem els Peripatètics. Columna Edicions. Barcelona: 2018[8]
- Jo, Pol Rubio. Columna Edicions. Barcelona: 2020[9]